# Cristiano del Palatinato-Zweibrücken (1752)
Cristiano del Palatinato-Zweibrücken, noto anche come Christian von Forbach o Christian de Deux-Ponts (Zweibrücken, 20 novembre 1752 – Monaco di Baviera, 25 ottobre 1817), è stato un nobile e generale tedesco.

## Biografia

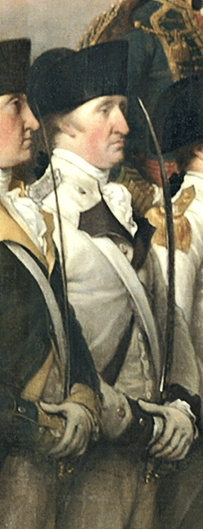
Ritratto di Cristiano del Palatinato-Zweibrücken dal dipinto La resa di Cornwallis a Yorktown di John Trumbull. Il dipinto si trova al Campidoglio di Washington

Figlio morganatico del duca Cristiano IV del Palatinato-Zweibrücken e di sua moglie, la ballerina francese Marie Jeane Camasse, nacque a Zweibrücken nel 1752 ma la condizione di figlio nato da matrimonio morganatico gli impedì qualsiasi prospettiva di succedere al padre nel trono di famiglia. Nel 1792 ottenne il titolo di barone di Zweibrücken.
Per un accordo tra re Luigi XV di Francia e suo padre, nel marzo del 1751 il Palatinato-Zweibrücken promise che, in caso di necessità, avrebbe fornito alla Francia un reggimento di fanteria, e l'occasione infatti si presentò proprio con la guerra dei sette anni quando venne costituito il reggimento reale Deux-Ponts nel 1757. Tale forza venne impiegata per la prima volta nella Battaglia di Roßbach. Per volontà di Cristiano IV, suo figlio Cristiano venne posto a capo di questo reggimento con suo fratello Guglielmo come vicecomandante. Inquadrato nell'armata del conte Jean-Baptiste Donatien de Vimeur de Rochambeau, il reggimento prese parte al corpo di spedizione francese che partecipò alla Rivoluzione americana, assistendo gli americani nella battaglia di Yorktown del 4 ottobre 1781. Nel 1783, Cristiano sposò la nobildonna francese Adélaïde-Françoise de Béthune-Pologne (1761–1823) e la coppia ebbe tre figlie. La prima di queste, Maria Amalia Carlotta Augusta nacque e morì nel 1784, mentre le altre due, Maria Amalia Carlotta Francesca Augusta Eleonora (1786–1839) e Casimira Maria Luisa Antonietta (1787–1846) sopravvissero.
Con lo scoppio della rivoluzione francese, Cristiano venne costretto a lasciare l'esercito francese dove aveva già raggiunto il rango di colonnello, e prese servizio nell'esercito prussiano col grado di maggiore generale, prendendo parte alle campagne militari contro la Francia rivoluzionaria dal 1794 al 1797.
Nel 1797, per sua richiesta, passò all'esercito bavarese dove ottenne il grado di tenente generale e divenne comandante provinciale della regione del Palatinato. Nella primavera del 1800 divenne comandante di una divisione che riuniva le brigate dei generali Von Deroy e von Wrede, sottoposta dapprima al feldzeugmeister austriaco Kray e poi all'arciduca Giovanni d'Asburgo-Lorena, impegnandosi nuovamente contro la Francia.
Nel 1808 divenne consigliere privato e nel gennaio del 1811 venne promosso al rango di generale di fanteria. In quel frangente il barone di Zweibrücken pensò inoltre di far pressione sul sovrano bavarese perché sostituisse il generale von Montgelas con suo genero, il conte Karl Ernst von Gravenreuth (1771–1826), che aveva sposato sua figlia Casimira, alla carica di primo ministro, ma senza riuscirvi. Morì a Monaco di Baviera e venne sepolto nell'Alter Südfriedhof.
Nel Giardino delle Rose Europee di Zweibrücken c'è un memoriale dedicato a lui e al fratello.

## Antenati
|                                          |  |                                               | Genitori                                |  |  | Nonni |  |  | Bisnonni                                           |  |  | Trisnonni                                         |  |
|                                          |  |                                               |                                         |  |  |       |  |  | Cristiano II del Palatinato-Zweibrücken-Birkenfeld |  |  | Cristiano I del Palatinato-Birkenfeld-Bischweiler |  |
|                                          |  |                                               |                                         |  |  |       |  |  | Cristiano II del Palatinato-Zweibrücken-Birkenfeld |  |  | Cristiano I del Palatinato-Birkenfeld-Bischweiler |  |
|                                          |  | Maddalena Caterina del Palatinato-Zweibrücken |                                         |  |  |       |  |  | Cristiano II del Palatinato-Zweibrücken-Birkenfeld |  |  |                                                   |  |
| Cristiano III del Palatinato-Zweibrücken |  |                                               |                                         |  |  |       |  |  | Cristiano II del Palatinato-Zweibrücken-Birkenfeld |  |  |                                                   |  |
|                                          |  | Caterina Agata di Rappoltstein                | ?                                       |  |  |       |  |  |                                                    |  |  |                                                   |  |
|                                          |  | Caterina Agata di Rappoltstein                | ?                                       |  |  |       |  |  |                                                    |  |  |                                                   |  |
|                                          |  | Caterina Agata di Rappoltstein                | ?                                       |  |  |       |  |  |                                                    |  |  |                                                   |  |
| Cristiano IV del Palatinato-Zweibrücken  |  | Caterina Agata di Rappoltstein                |                                         |  |  |       |  |  |                                                    |  |  |                                                   |  |
|                                          |  | Luigi Crato di Nassau-Saarbrücken             | Gustavo Adolfo di Nassau-Saarbrücken    |  |  |       |  |  |                                                    |  |  |                                                   |  |
|                                          |  | Luigi Crato di Nassau-Saarbrücken             | Gustavo Adolfo di Nassau-Saarbrücken    |  |  |       |  |  |                                                    |  |  |                                                   |  |
|                                          |  | Luigi Crato di Nassau-Saarbrücken             | Eleonora Clara di Hohenlohe-Neuenstein  |  |  |       |  |  |                                                    |  |  |                                                   |  |
| Carolina di Nassau-Saarbrücken           |  | Luigi Crato di Nassau-Saarbrücken             |                                         |  |  |       |  |  |                                                    |  |  |                                                   |  |
|                                          |  | Filippa Enrichetta di Hohenlohe-Langenburg    | Enrico Federico di Hohenlohe-Langenburg |  |  |       |  |  |                                                    |  |  |                                                   |  |
|                                          |  | Filippa Enrichetta di Hohenlohe-Langenburg    | Enrico Federico di Hohenlohe-Langenburg |  |  |       |  |  |                                                    |  |  |                                                   |  |
|                                          |  | Filippa Enrichetta di Hohenlohe-Langenburg    | Giuliana Dorotea di Castell             |  |  |       |  |  |                                                    |  |  |                                                   |  |
| Cristiano del Palatinato-Zweibrücken     |  | Filippa Enrichetta di Hohenlohe-Langenburg    |                                         |  |  |       |  |  |                                                    |  |  |                                                   |  |
|                                          |  |                                               |                                         |  |  |       |  |  |                                                    |  |  |                                                   |  |
|                                          |  |                                               |                                         |  |  |       |  |  |                                                    |  |  |                                                   |  |
|                                          |  |                                               |                                         |  |  |       |  |  |                                                    |  |  |                                                   |  |
| Jean Baptiste Camasse                    |  |                                               |                                         |  |  |       |  |  |                                                    |  |  |                                                   |  |
|                                          |  |                                               |                                         |  |  |       |  |  |                                                    |  |  |                                                   |  |
|                                          |  |                                               |                                         |  |  |       |  |  |                                                    |  |  |                                                   |  |
|                                          |  |                                               |                                         |  |  |       |  |  |                                                    |  |  |                                                   |  |
| Maria Johanna Camasse                    |  |                                               |                                         |  |  |       |  |  |                                                    |  |  |                                                   |  |
|                                          |  |                                               |                                         |  |  |       |  |  |                                                    |  |  |                                                   |  |
|                                          |  |                                               |                                         |  |  |       |  |  |                                                    |  |  |                                                   |  |
|                                          |  |                                               |                                         |  |  |       |  |  |                                                    |  |  |                                                   |  |
| Eleonore Roux                            |  |                                               |                                         |  |  |       |  |  |                                                    |  |  |                                                   |  |
|                                          |  |                                               |                                         |  |  |       |  |  |                                                    |  |  |                                                   |  |
|                                          |  |                                               |                                         |  |  |       |  |  |                                                    |  |  |                                                   |  |
|                                          |  |                                               |                                         |  |  |       |  |  |                                                    |  |  |                                                   |  |
|                                          |  |                                               |                                         |  |  |       |  |  |                                                    |  |  |                                                   |  |